# Rhea Chakraborty

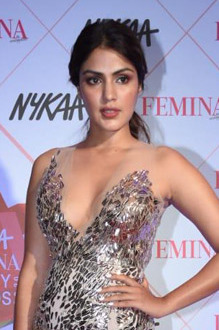
Rhea Chakraborty (2020)

Rhea Chakraborty (* 1. Juli 1992 in Bengaluru) ist eine indische Schauspielerin und Videojockey. Sie startete ihre Karriere als Videojockey bei MTV India. 2013 machte sie ihr Bollywood-Debüt mit dem Film Mere Dad Ki Maruti.

## Leben
Rhea Chakraborty entstammt einer bengalischen Familie, welche in Bangalore, Karnataka, Indien lebte. Da ihr Vater Offizier der indischen Armee war, war das Familienleben mit vielen Umzügen verbunden. Sie verbrachte ihre Schulzeit unter anderem in der Army Public School Ambala Cantt, Ambala.

## Karriere
Rhea begann mit ihrer Schauspielkarriere 2009 als Zweitplatzierte in der indischen Show TVS Scooty Teen Diva. Später beworb sie sich als Videojockey bei MTV Delhi und wurde angenommen. Sie leitete einige MTV-Shows, unter anderem Pepsi MTV Wassup, TicTac College Beat und MTV Gone in 60 Seconds.
2012 hatte sie ihr erstes Film-Debüt mit dem Film Tuneega Tuneega, in dem sie die Rolle Nidhi spielte. 2013 hatte sie ihr Debüt in Bollywood mit dem Film Mere Dad Ki Maruti als die Rolle Jasleen. 2014 spielte sie außerdem die Rolle Sonali in dem Film Sonali Cable.
2017 trat sie in YRFs Bank Chor auf. Sie machte außerdem Kurzauftritte z. B. in Half Girlfriend und Dobaara: See Your Evil. 2018 spielte sie in Jalebi mit.

## Auftritte

### Filme
| Jahre | Film                   | Rolle                  | Sprache |
| ----- | ---------------------- | ---------------------- | ------- |
| 2012  | Tuneega Tuneega        | Nidhi                  | Telugu  |
| 2013  | Mere Dad Ki Maruti     | Jasleen                | Hindi   |
| 2014  | Sonali Cable           | Sonali Dattaram Tandel | Hindi   |
| 2017  | Dobaara: See Your Evil | Tanya                  | Hindi   |
| 2017  | Half Girlfriend        | Anshika                | Hindi   |
| 2017  | Bank Chor              | Gayatri Ganguli        | Hindi   |
| 2018  | Jalebi                 | Aisha                  | Hindi   |
| 2020  | Chehre                 | Neha                   | Hindi   |

### Fernsehen
| Sendung              | Rolle       | Sender    |
| -------------------- | ----------- | --------- |
| TVS Scooty Teen Diva | Teilnehmer  | MTV India |
| Pepsi MTV Wassup     | Moderatorin | MTV India |
| Gone in 60 Seconds   | Moderatorin | MTV India |
| TicTac College Beat  | Moderatorin | MTV India |